# Paul Laurence Dunbar
Paul Laurence Dunbar (Dayton, 27 juni 1872 - aldaar, 9 februari 1906) was een Amerikaanse auteur.

## Biografie
Dunbar was de zoon van een voormalige slaaf uit Kentucky. Hij bezocht de middelbare school in Dayton, waar hij de enige Afro-Amerikaan was in zijn klas. Een van zijn klasgenoten was Orville Wright, voor wiens familie Dunbars moeder werkte. Al tijdens zijn schooltijd toonde hij een literair talent, was hij lid van de literatuurkring en gaf hij de schoolkrant uit. Met steun van de gebroeders Wright kon hij zijn eerste krant The Dayton Tattler uitgeven.
Na de middelbare school dwongen financiële omstandigheden hem om als liftboy te gaan werken. Tijdens een treffen van de Western Association of Writers in 1892 citeerde hij op uitnodiging van een voormalige onderwijzer gedichten en hij maakte daarmee zo'n grote indruk, dat hij een aanbevelingsbrief kreeg van de bekende dichter James Whitcomb Riley. In hetzelfde jaar publiceerde hij zijn eerste gedichtenbundel Oak and ivy. Na zijn verhuizing naar Chicago ontmoette hij daar Frederick Douglass.
Dunbars gedichten verschenen in bekende kranten, zoals in The New York Times. Met zijn tweede gedichtenbundel Majors and Minors (Majors staat voor teksten in standaard-Engels en Minors voor teksten in dialect) werd hij zo succesvol, dat men hem uitnodigde voor een zes maanden lange voordrachtsreis naar het Verenigd Koninkrijk. Na zijn terugkeer naar de Verenigde Staten kreeg hij een dienstbetrekking bij de Library of Congress in Washington D.C. Daar ontmoette en huwde hij de auteur Alice Ruth Moore. In Washington ontstonden een verdere roman en twee gedichtenbundels. Eveneens ontstonden tijdens deze periode enkele librettos. Toen Dunbar in 1898 besmet raakte met tuberculose, keerde hij terug naar Dayton en hield hij zich uitsluitend bezig met schrijven en lezingen. In 1902 scheidde hij van zijn echtgenote. 
Dunbar schilderde in zijn romans en gedichten, vaak met gebruik van dialect, de ervaringen van Afro-Amerikanen en het oude zuiden van de Verenigde Staten. Door zijn gevarieerd taalgebruik bereikte hij een breed publiek.

## Overlijden
Paul Laurence Dunbar overleed in februari 1906 op 33-jarige leeftijd. Hij werd bijgezet op het Woodland Cemetery and Arboretum in Dayton.

## Werken
- 1893: Oak and ivy
- 1903: Lyrics of love and laughter
- 1905: Lyrics of sunshine and shadow